# Anwar ul Haq Kakar
Anwar ul Haq Kakar (Muslim Bagh, 1971) é um político paquistanês e primeiro-ministro interino do Paquistão de 14 de agosto de 2023 a 4 de março de 2024, sucedendo Shehbaz Sharif. Serviu como porta-voz do governo do Baluchistão de 2015 a 2017.

## Vida pregressa
Natural do Paquistão, Anwar iniciou sua carreira política em 2008. Em 2013, foi eleito na chapa da Liga N. Kakar recebeu sua educação primária na St. Francis School, Quetta e mais tarde se matriculou no Cadet College Kohat. Ele tem mestrado em ciência política e sociologia pela Universidade do Baluchistão. Ele começou sua carreira ensinando em uma escola em sua cidade natal.

## Carreira política
Kakar foi eleito para o Senado do Paquistão como um candidato independente ao assento geral do Baluchistão. Ele prestou juramento como senador em 12 de março de 2018.
Ele também permaneceu como presidente do Comitê de Paquistaneses no Exterior e Desenvolvimento de Recursos Humanos e membros de outros comitês, incluindo Comitê Consultivo de Negócios, Finanças e Receita, Relações Exteriores, Ciência e Tecnologia.
Ele co-lançou um novo partido político Balochistan Awami Party (BAP). Ele foi nomeado primeiro-ministro interino do Paquistão pelo líder da oposição cessante e pelo primeiro-ministro cessante Shehbaz Sharif. O presidente Arif Alvi assinou o sumário tornando-o o 8º primeiro-ministro interino do Paquistão.
Ele prestou juramento no 76º Dia da Independência do Paquistão, 14 de agosto de 2023.
Ele renunciou ao Senado em 14 de agosto de 2023 e, no mesmo dia, sua renúncia foi aceita pelo Presidente do Senado Sadiq Sanjrani.

## Vida pessoal
Anwar ul Haq pertence à tribo Kakar de Pashtuns que estão espalhados principalmente pelo norte Baluchistão. Além do ativismo político, Kakar também está envolvido com vários think tanks que formulam a política externa do Paquistão. Kakar é um observador perspicaz da geopolítica do sul da Ásia, especialmente das relações Afeganistão-Paquistão. Ele também é professor visitante da Command and Staff College, Quetta e National Defense University, Islamabad onde Kakar ministra palestra sobre relações internacionais.